# Поль Сіньяк
Поль Сіньяк (фр. Paul Signac; 11 листопада 1863 — 15 серпня 1935) — відомий французький художник-неоімпресіоніст, пейзажист, мариніст, історик та теоретик мистецтва. Один з засновників (1884 рік) та президент Товариства незалежник художників (1908—1934 роки). Автор монографії «Йокінд» (1927 рік).

## Життєпис

### Молоді роки
Поль народився у Парижі. Батько майбутнього художника, власник заможного лимарського магазину, Жюль Сіньяк забороняв сину займатись малюванням. Поль успішно закінчив престижний коледж Роллена. Після смерті батька у 1880 році він вирішив стати художником. Не бажаючи вступати до консервативної Школи витончених мистецтв, він лише декілька місяців у 1883 році відвідував ательє Біна. Між тим Поль вивчав живопис у Луврі.
Більш за все йому була до вподоби творчість імпресіоністів.
Але з навчанням на художника не склалося. Щоб досягти майстерності імпресіоністів, Поль працює на пленері. Перші його картини схожі на роботи Альфреда Сіслея, Клода Моне, Каміля Піссарро. Це міські пейзажі Аньєра та Монмартра (1881—1884 роки).

### Творчість
Через деякий час він знайомиться з групою «Незалежних». Разом з Анграном, Дюбуа-Пільє, Крессом та Жоржем Сера у 1884 році Сіньяк створює Товариство незалежних художників, гаслом якого стало: «Ані журі, ані нагород».
Від Сера Поль перейняв метод пуантилізму. Разом вони вираховували як потрібно писати картини: дрібними роздільними мазками чистих кольорів, які потім оптично зіллються на очах глядачів. Цю манеру стали називати дивізіоністською (від французького division — розділення). У 1886 році на виставці «Незалежник» Сіньяк демонструє свої картини — «Резервуари для газу у Кліші», «Пассаж Пюі-Бертен у Кліші», «Сена в Аньєрі», «Бульвар Кліші під снігом». Поль Сіньяк стає найпристрастнішим проповідником пуантилізму.
У 80-х роках Сіньяк активно працює у жанровому та декоративному живопису. Він вважав, що картини-панно можуть слугувати для розвитку живопису для мас, мріяв про прикрашення громадських будівель. Найбільш відомим панно Сіньяка стало соціальна утопія у фарбах «В часи гармонії. Золота доба у минулому, а не в майбутньому» (1893—1895 роки).
Водночас Поль Сіньяк займався теорією та аргументацією нових ідей. Він пише роботи «Від Ежена Делакруа до неоімпресіонізму» (1894), «Колір в опалі» (1899), «Прудон і Курбе» (1898), «Сюжет у живопису» та «Йокінд» (1927).
В цей же час він починає малювали морські пейзажі. Найкращими з марин є картини «Червоний буй» (1895) та «Папський палац в Авіньйоні» (1900).
У другій половині 90-х років художник дає більше волі, віддаляючись від Сера. Він перемішує чистоту яскравих крапок із розмашистими мазками. Виконані в цьому стилі акварелі Венеції (1904—1905) викликали загальне захоплення.
Під час Першої Світової війни Поль Сіньяк долучається до руху пацифістів. Протягом трьох років він майже не пише, перебуваючи під тягарем розчарування та песимізму.
У 1913 році Сіньяк переїздить до Антиб. Він багато мандрує — по атлантичному узбережжю та півдню Франції, півночі Бретані, Ла-Маншу, Нормандії, Корсиці.
15 серпня 1935 року Поль Сіньяк помер у Парижі. Художника було поховано на цвинтарі Пер-Лашез.

## Галерея

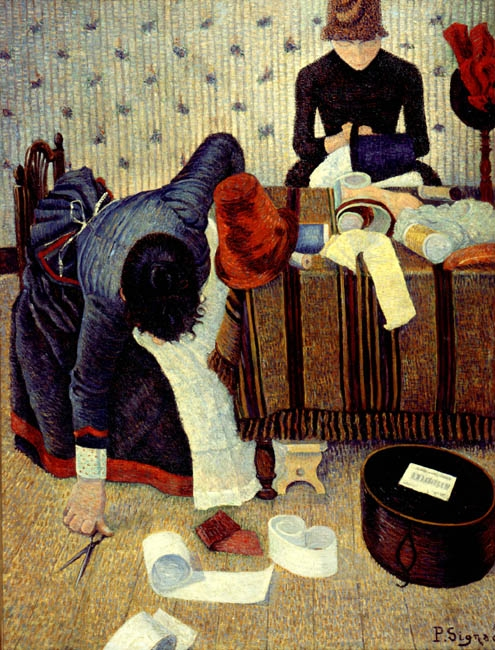
Модистки, рю дю Кер бл. 1885-1886, колекція Бюле, Цюрих
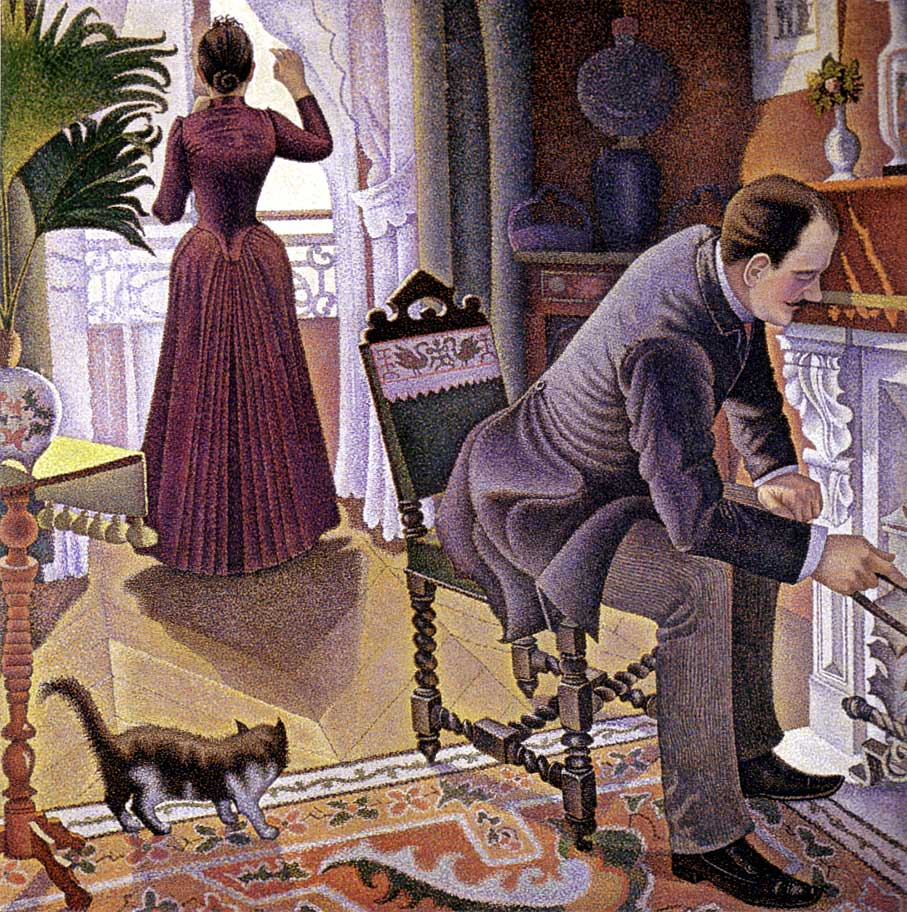
Неділя, 1888-1890, приватна колекція
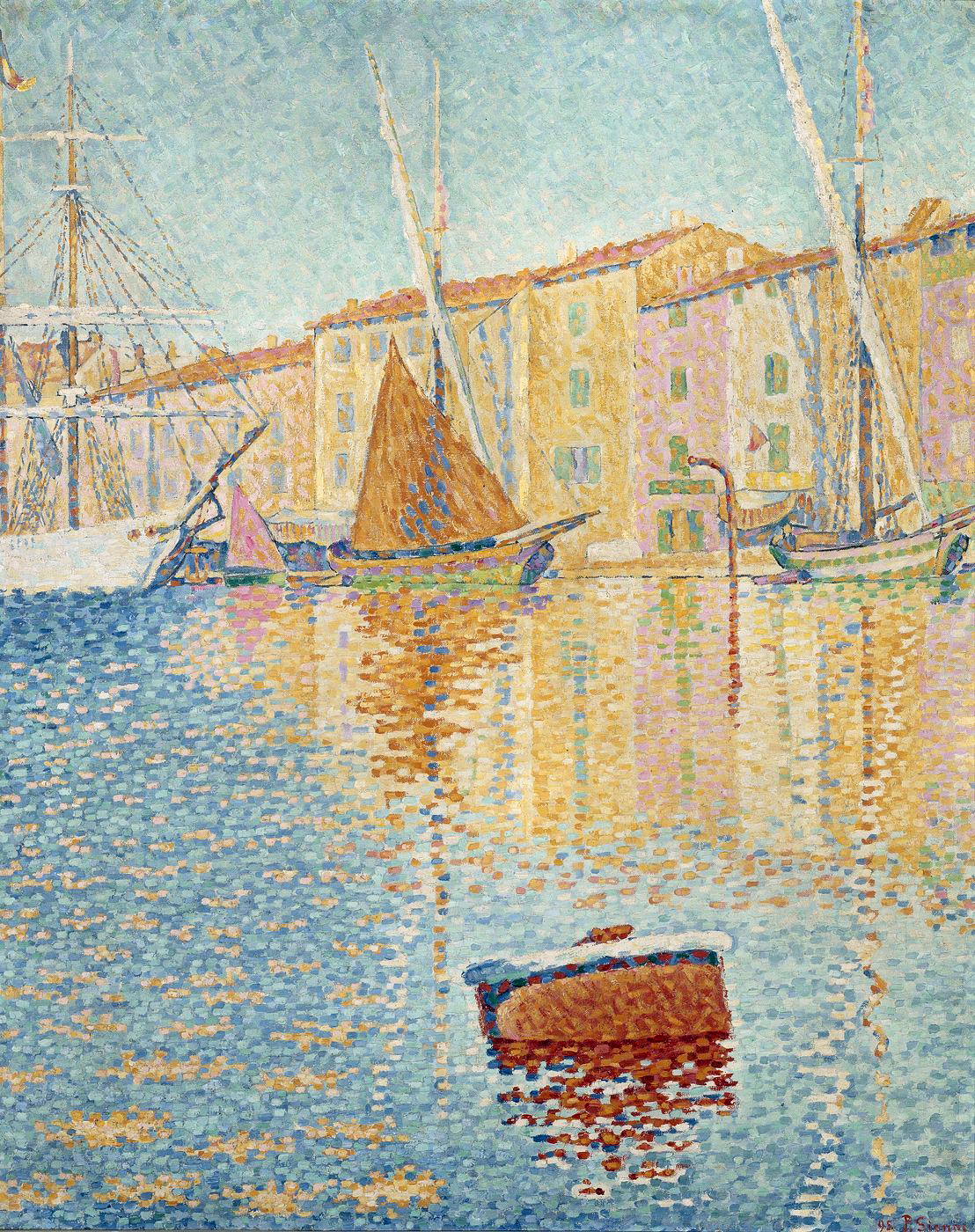
Червоний буй, 1895, Музей д'Орсе, Париж
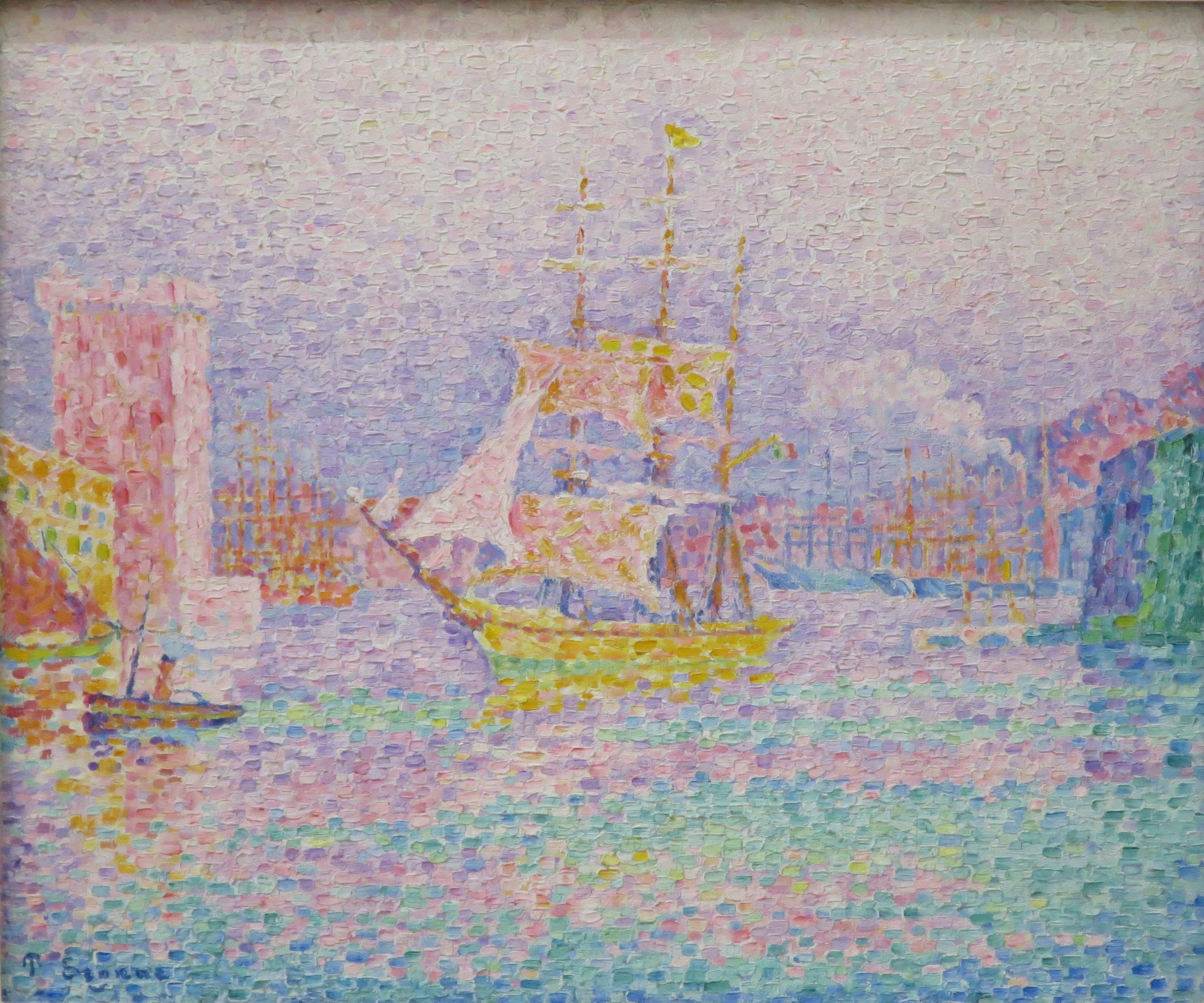
Марсельський порт, 1906, Ермітаж, Санкт-Петербург